# Wah Cantonment
Wah Cantonment är en stad under militär administration i distriktet Rawalpindi i den pakistanska provinsen Punjab. Folkmängden uppgick till cirka 380 000 invånare vid folkräkningen 2017.